# ひびき監査法人
ひびき監査法人（ひびきかんさほうじん、英文名称： PKF HIBIKI AUDIT CORPORATION）は、日本における中堅監査法人である。なお、当監査法人は無限責任監査法人である。
世界第17位の会計事務所であるPKFインターナショナルに加入している。

## 概要
2014年（平成26年）に大阪・新橋・ペガサスの3監査法人が合併して設立された。母体となっているのは中堅の大阪監査法人であり、地盤の大阪府内に数多くのクライアントを抱えPKFインターナショナルのグローバルネットワークも有していた。一方で新橋監査法人・ペガサス監査法人はいずれも上場クライアント5社未満の小規模法人であった。大阪監査法人は基盤の弱い東京方面への足掛かりとして、また新橋・ペガサスは規模及びグローバルネットワークの強みから、互いの弱点を補う形での合併となった。
3法人の合併後2016年（平成28年）にアーク有限責任監査法人が合併設立されるまでの間、大手・準大手法人を除き最大の監査法人であった。
しかし2024年6月期に金融庁より業務改善命令を受けた影響で、直近監査報酬上位3社であったニプロ・堺化学工業・ビジネスブレイン太田昭和を含む既存のクライアント13社が他法人への監査人異動を表明。一年で売上が5億3,225万円減少した。
- 本部 - 大阪市中央区北浜2丁目3番6号　北浜山本ビル4階
- 東京事務所 - 東京都千代田区神田須田町1丁目8番4号　陽友神田ビル8階
- 人員数 - 2025年7月1日現在　社員19名、職員136名（うち公認会計士123名、試験合格者3名、その他専門職3名、事務職員7名）、計155名[4]
- クライアント数 - 2025年7月1日現在 70社（うち金商法・会社法監査 28社）

### 主な金商法監査クライアント
有価証券報告書より、最近の監査報酬上位10社を以下に示す。
| 順位 | 会社名                   | 業種       | 2024年度監査報酬 | 前身所属ならびに監査継続期間       |
| ---- | ------------------------ | ---------- | ---------------- | ---------------------------------- |
| 1    | 栗本鐵工所               | 鉄鋼       | 5,600万円        | 1966年以降（ナニワ系列）           |
| 2    | きんでん                 | 建設       | 5,300万円        | 1975年以降（有恒系列）             |
| 3    | ワキタ                   | 卸売       | 4,900万円        | 1989年以降（ナニワ系列）           |
| 3    | 極東開発工業             | 機械       | 4,900万円        | 少なくとも1990年以降（有恒系列）   |
| 5    | コシダカホールディングス | サービス   | 4,200万円        | 2018年8月期以降（新日本→ひびき）   |
| 6    | エスケー化研             | 化学       | 3,800万円        | 2009年3月期以降（新日本→大阪）     |
| 7    | 日本毛織                 | 繊維製品   | 3,700万円        | 1976年以降（有恒系列）             |
| 8    | クロスプラス             | 卸売       | 3,300万円        | 2016年1月期以降（トーマツ→ひびき） |
| 9    | 芦森工業                 | 輸送用機器 | 3,200万円        | 2022年3月期以降（あずさ→ひびき）   |
| 9    | ニヤクコーポレーション   | 陸運       | 3,200万円        | 2022年6月期以降（東邦→ひびき）     |

## 沿革
- 1975年（昭和50年）7月 - 有恒監査法人設立。
- 1979年（昭和54年）6月 - ナニワ監査法人設立。
- 1987年（昭和62年）3月 - 監査法人新橋会計社設立。
- 1997年（平成9年）7月 - ペガサス監査法人設立。
- 1998年（平成10年）3月 - 監査法人新橋会計社が新橋監査法人に名称変更し、本部を新橋から新宿へ移転[5]。
- 2005年（平成17年）5月 - ナニワ監査法人が本部を本町岡村ビル（大阪市西区）から、現在の事務所である北浜山本ビル（大阪市中央区）へ移転。
- 2007年（平成19年）7月 - 有恒監査法人とナニワ監査法人が合併（存続法人：ナニワ）し、大阪監査法人となる。
- 2012年（平成24年）2月 - 大阪監査法人がPKFインターナショナルに加入。
- 2014年（平成26年）7月 - 大阪・新橋・ペガサスの3法人が合併（存続法人：大阪）し、ひびき監査法人となる。
- 2023年（令和5年）3月 - 運営が著しく不当なものとして、金融庁より業務改善命令処分を受ける[6]。